# Pelican Point (Alberta)
Pelican Point est un hameau situé dans le centre de la province canadienne d'Alberta, précisément dans le comté de Camrose à 55 kilomètres au sud de Camrose.